# Automeris falco
Automeris falco är en fjärilsart som beskrevs av Jordan 1910. Automeris falco ingår i släktet Automeris och familjen påfågelsspinnare. Inga underarter finns listade i Catalogue of Life.